# Marijina vas
Marijina vas je naselje u slovenskoj Općini Laškom. Marijina vas se nalazi u pokrajini Štajerskoj i statističkoj regiji Savinjskoj. 

## Stanovništvo
Prema popisu stanovništva iz 2002. godine naselje je imalo 79 stanovnika.